# MSOV
MSOV (Modular Stand-Off Vehicle)はイスラエル・ミリタリー・インダストリーズによって製造される100kmまでの射程の滑空爆弾。

## 概要
全長3.97m、全幅2.7mで重量は675kgでモジュラー式の弾頭を含めると1,050kgになる。誘導はGPSで行う。主翼は航空機から発射後展開される。2機のMSOVがF-16Iによって運搬可能。